# Bond Street
Pour les articles homonymes, voir Bond.
Bond Street est une rue de la ville de Londres. Elle est située dans le district de la Cité de Westminster, dans le quartier de Mayfair.

## Situation et accès
Bond Street est une rue commerçante de la ville de Londres, qui relie Piccadilly à Oxford Street du nord au sud. Elle traverse le quartier de Mayfair dans la Cité de Westminster.
New Bond Street est piétonne entre Grafton Street et Clifford Street.
Les stations de métro les plus proches sont Green Park et Piccadilly Circus au sud, Bond Street et Oxford Circus au nord.

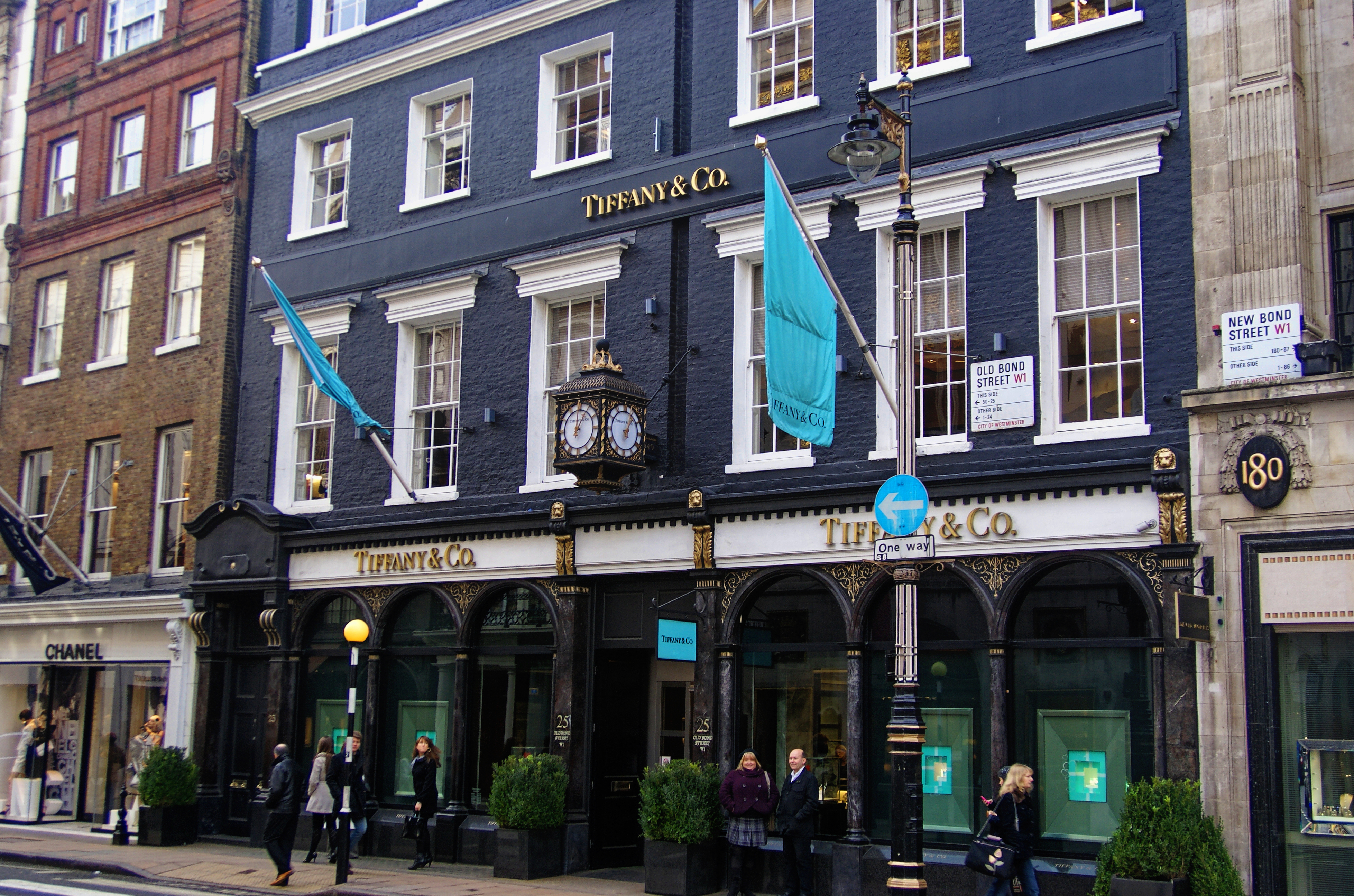
Le joaillier Tiffany, Old Bond Street.

## Origine du nom
Le nom de la rue évoque la mémoire du baronnet Thomas Bond (1620-1685), propriétaire terrien et promoteur à l’origine de l’aménagement du quartier.

## Historique

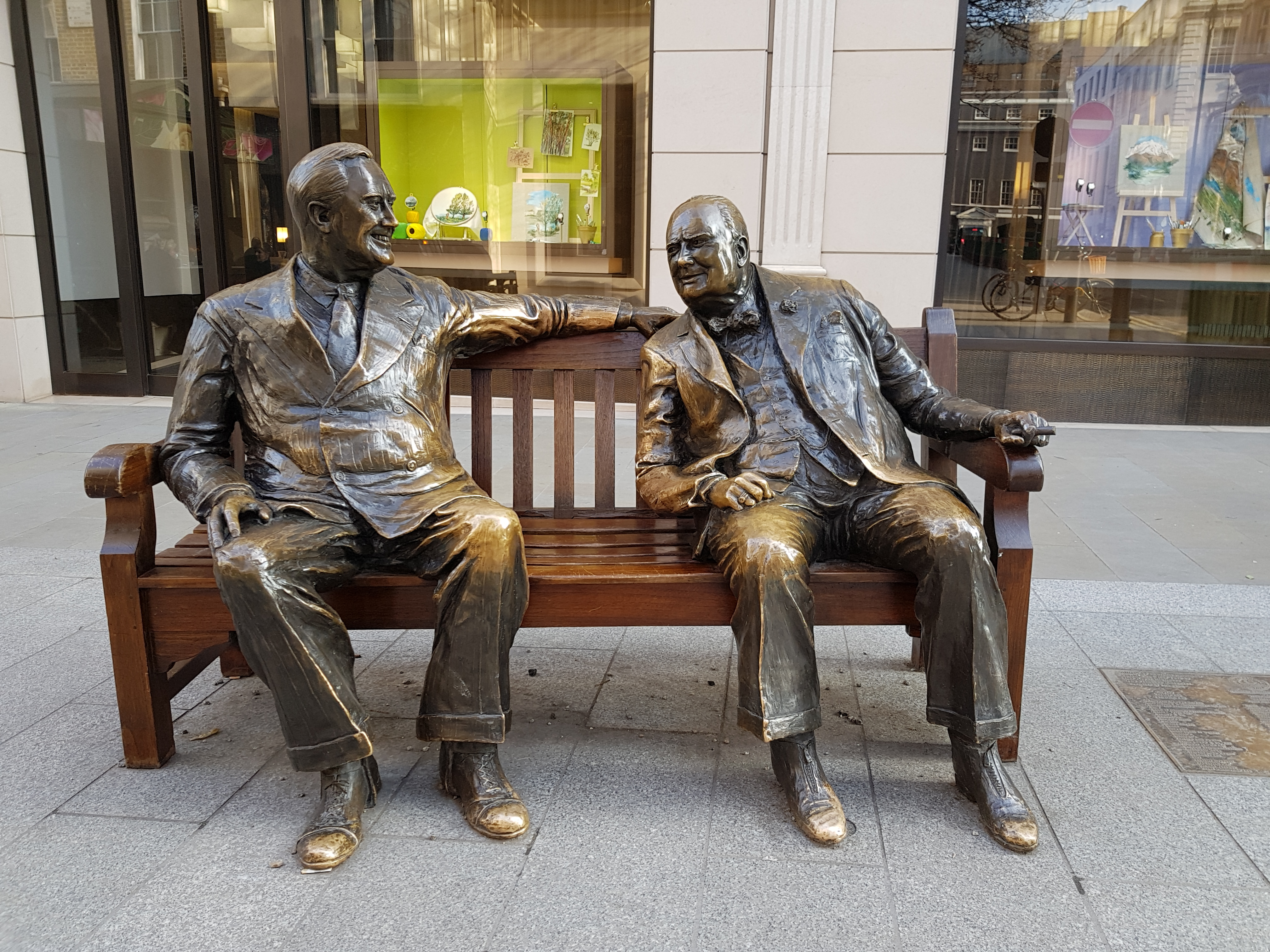
"Les Alliés", Lawrence Holofcener, New Bond Street, 1995.

En réalité, il n'existe pas de rue « Bond Street » mais deux rues qui se prolongent : Old Bond Street, dans la partie sud, et New Bond Street, dans la partie nord. Old Bond Street, la partie la plus ancienne, est aménagée vers 1686 à l’emplacement d’un manoir démoli en 1683. New Bond Street, plus récente comme son nom l’indique, est ouverte en 1700-1720.
En 1847, l'importateur de tabac Philip Morris ouvre un magasin sur Bond Street.
En 1920, un projet visant à réunir Old Bond Street et New Bond Street sous un seul nom est rejeté par les habitants.
L’Association des commerçants de Bond Street (Bond Street Association) est créée en 1924.
Avec un budget de 70 millions d'euros, d'importants travaux de rénovations et d'élargissement de trottoirs sont engagés en 2017 et 2018.

## Aujourd'hui
Bond Street est mondialement réputée pour ses boutiques de luxe. Elle a été un temps la rue la plus chère d’Europe après l'avenue des Champs-Élysées de Paris avant de devenir la première, et la troisième du monde après la 5e avenue de New York et Causeway Bay de Hongkong.

## Bâtiments remarquables et lieux de mémoire

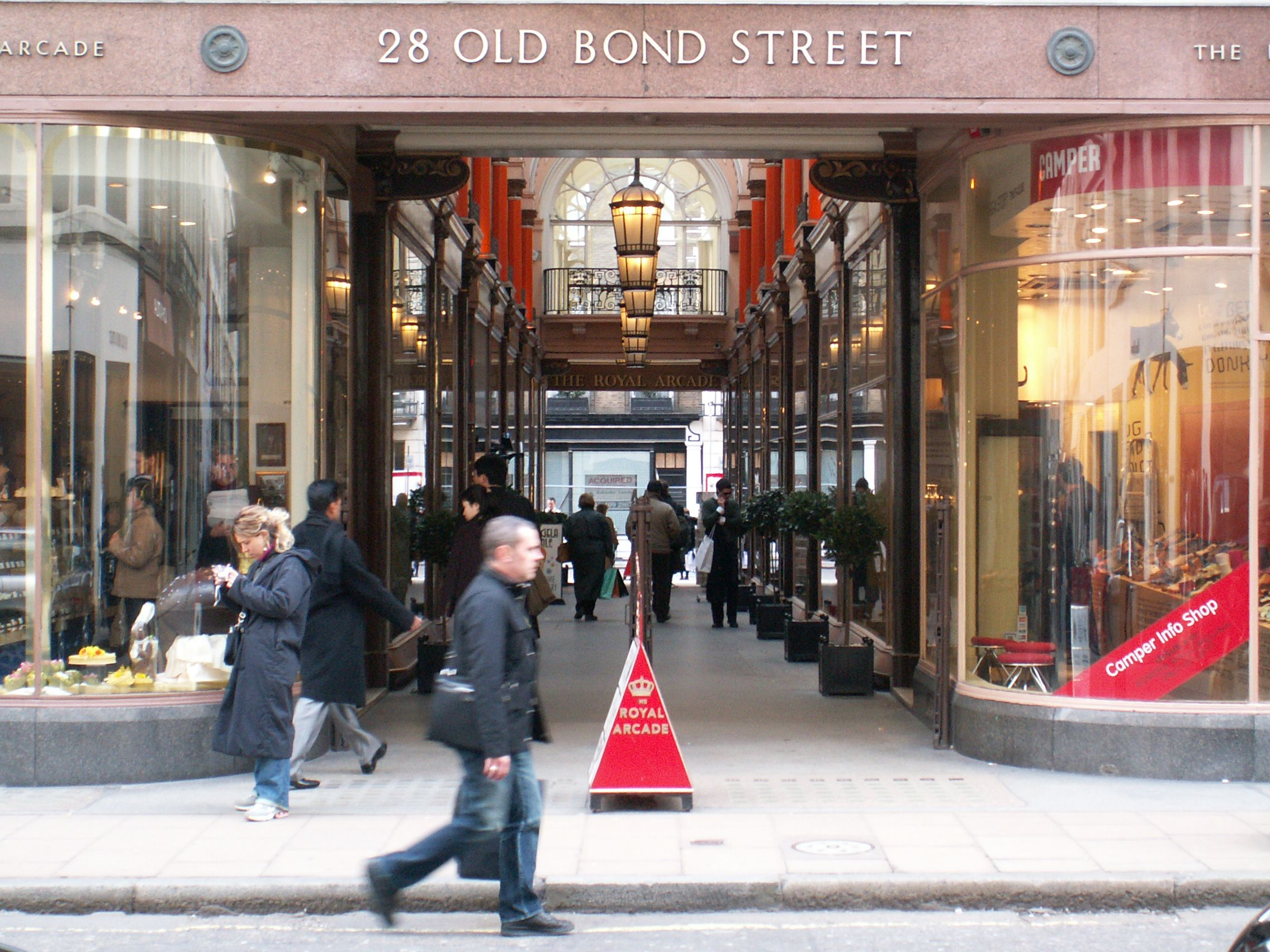
Royal Arcade.

Plusieurs bâtiments de la rue sont classés.
- La rue a abrité plusieurs galeries d'art, dont celle de la Nouvelle société des peintres aquarellistes, qui a fait l'objet d'une aquarelle de George Scharf en 1834[8], celle du marchand d'art Ernest Gambart au no 168, ouverte en 1854[9], et la galerie d'art Grafton Galleries (1896-1930).

- No 28 : Royal Arcade (1879), reliant Old Bond Street à Albemarle Street.

- No 35 : à cette adresse se trouve aujourd’hui la société de vente aux enchères Sotheby's ; entre 1869 et 1892, on y trouvait la « Doré Gallery », une galerie d’art dans laquelle le peintre et illustrateur français Gustave Doré (1832-1883) était exposé de façon permanente[10].

- No 128 : le marchand d’art français Paul Durand-Ruel (1831-1922) s’installe à Londres en 1870 et loue une galerie à cette adresse où il expose, jusqu'en 1874, des artistes français, tels Delacroix, Corot, Monet[11]...

- No 155 : en 1926, Claude Rameau, « peintre de la Loire », expose un ensemble de ses œuvres dans la galerie Arthur Tooth and Sons, située à cette adresse[12].